# 1540
1540 (MDXL) je bilo prestopno leto, ki se je po julijanskem koledarju začelo na četrtek.

## Dogodki
- Filip Španski, sin španskega kralja Karla V. Španskega, postane milanski vojvoda.
- Španci pridejo v Novo Mehiko.

## Rojstva
- - François Viète, francoski pravnik in matematik(† 1603)
- - Madhusudana Sarasvati, indijski hindujski filozof († 1640)
- 3. junij - Karel II., deželni knez Notranje Avstrije († 1590)

## Smrti
- 30. marec - Matthäus Lang von Wellenburg, nemški kardinal (* 1468)
- 6. maj - Juan Luis Vives, španski renesančni humanist, filozof in pedagog (* 1492)
- 22. maj - Francesco Guicciardini, italijanski zgodovinar, politik (* 1483)
- 22. julij - Ivan Zapolja, transilvanski vojvoda in knez, od leta 1528 do 1540 tudi kralj dela Ogrske (* 1487)
- 23. avgust - Guillaume Budé, francoski renesančni humanist, pravnik in filolog (* 1467)